# 창녕초등학교
창녕초등학교(昌寧初等學校)는 대한민국의 경상남도 창녕군 창녕읍 말흘리에 있는 공립 초등학교인데, 이 학교는 대한제국 시대 말기였던 1905년 6월 1일, 경남 창녕군 군립 남창보통학교로 첫 개교되었다.

## 연혁
- 1905년 6월 1일 군립 남창학교[1] 개교
- 1910년 6월 1일 창녕군립읍내소학교로 변경
- 1911년 11월 1일 창녕공립보통학교로 변경
- 1938년 4월 1일 창녕읍내공립심상소학교로 변경
- 1941년 4월 1일 창녕읍내공립국민학교로 변경
- 1946년 9월 1일 창녕국민학교로 변경
- 1996년 3월 1일 창녕초등학교로 변경
- 2007년 3월 1일 창락초등학교와 통폐합
- 2015년 3월 24일 창녕유소년승마단 창단
- 2021년 2월 17일 제108회 졸업(졸업생수 14,297명)
- 2021년 3월 1일 제37대 하영미 교장 취임
- 2022년 2월 15일 제109회 졸업(졸업생수 14,384명)

## 학교 상징
- 교목 : 개잎갈나무 - 변함없는 푸르름과 하늘을 향해 뱉은 씩씩한 기상으로 희망과 용기를 가지게 함.
- 교화 : 장미 - 남을 해치지 않고 자기 몸을 지키며 좋은 향기와 아름다움을 간직한 정열적인 사람으로 자라게 함..

## 참고 자료
- 창녕초등학교 - 한국교육학술정보원 학교알리미